# Eduard Schmid (Handballspieler)
Eduard «Edy» Schmid (* 3. Mai 1911; † 25. September 2000) war ein Schweizer Handballspieler.

## Leben
Schmid nahm 1936 mit der Schweizer Handballnationalmannschaft an den Olympischen Spielen in Berlin teil und gewann die Bronzemedaille.
Er spielte für den Grasshopper Club Zürich.